# Stenbithöjden
Stenbithöjden är ett naturreservat i Dorotea kommun och Åsele kommun i Västerbottens län.
Området är naturskyddat sedan 1997 och är 17 kvadratkilometer stort. Reservatet omfattar Stenbithöjden och norr därom Västra och Östra Stenbitsjön. Reservatet består av fjällbjörkskog högst upp och granskog längre ner.